# Rolanda Bell
Rolanda Chanel Bell (Queens, Nueva York, 27 de octubre de 1987) es una corredora de obstáculos Estadunidense-Panameña.

## Biografía
Nació en Queens, Nueva York, de padre panameño y madre estadounidense. Rolanda Bell entrena atletas de forma privada y entrena con el NorCal Distance Project bajo la dirección de Drew Wartenburg, junto con la atleta olímpica Kim Conley. Representó a Panamá en los IX Juegos Deportivos Centroamericanos, en los X Juegos Deportivos Centroamericanos, en el Campeonato Sudamericano 2013, en los Juegos Bolivarianos de 2013, en el XVI Campeonato Iberoamericano de Atletismo de 2014, en los XXII Juegos Centroamericanos y del Caribe, en los Juegos Panamericanos de 2015, en el Campeonato Mundial de Atletismo de 2015, en los Juegos Bolivarianos de 2017, en los XXIII Juegos Centroamericanos y del Caribe, en el Campeonato Sudamericano de 2019, en los Juegos Panamericanos de 2019, en el Campeonato Sudamericano de 2021 y en el Campeonato Sudamericano de 2023.

## Competencias Internacionales
| Año                    | competencia                          | lugar                    | Posición               | Evento                     | Notas                  |
| Representando a Panamá | Representando a Panamá               | Representando a Panamá   | Representando a Panamá | Representando a Panamá     | Representando a Panamá |
| ---------------------- | ------------------------------------ | ------------------------ | ---------------------- | -------------------------- | ---------------------- |
| 2010                   | Juegos Centroamericanos              | Ciudad de Panamá, Panamá | 2.º                    | 800 metros                 | 2:10.12                |
| 2010                   | Juegos Centroamericanos              | Ciudad de Panamá, Panamá | 2.º                    | 1500 metros                | 4:26.29                |
| 2010                   | Juegos Centroamericanos              | Ciudad de Panamá, Panamá | 1.º                    | Relevo 4 × 400 metros      | 3:50.53                |
| 2013                   | Juegos Centroamericanos              | San José, Costa Rica     | 3.º                    | 1500 metros                | 4:41.67                |
| 2013                   | Juegos Centroamericanos              | San José, Costa Rica     | 2.º                    | 5000 metros                | 17:08.64               |
| 2013                   | Juegos Centroamericanos              | San José, Costa Rica     | 1.º                    | 3000 metros de persecución | 11:07.77               |
| 2013                   | Campeonato Sudamericano              | Cartagena, Colombia      | 2.º                    | 3000 metros de persecución | 10:04.01               |
| 2013                   | Juegos Bolivarianos                  | Trujillo, Perú           | 6.º                    | 3000 metros de persecución | 10:11.17               |
| 2014                   | Campeonato Iberoamericano            | São Paulo, Brasil        | 7.º                    | 3000 metros de persecución | 10:24.74               |
| 2014                   | Juegos Centroamericanos y del Caribe | Xalapa, México           | 6.º                    | 5000 metros                | 17:29.20               |
| 2015                   | Juegos Panamericanos                 | Toronto, Canadá          | –                      | 3000 metros de persecución | DNF                    |
| 2015                   | Campeonato Mundial                   | Beijing, China           | 42.º (h)               | 3000 metros de persecución | 10:33.78               |
| 2017                   | Juegos Bolivarianos                  | Santa Marta, Colombia    | 2.º                    | 3000 metros de persecución | 10:08.56               |
| 2018                   | Juegos Centroamericanos y del Caribe | Barranquilla, Colombia   | 6.º                    | 5000 metros                | 16:56.41               |
| 2018                   | Juegos Centroamericanos y del Caribe | Barranquilla, Colombia   | 4.º                    | 3000 metros de persecución | 10:30.47               |
| 2019                   | Campeonato Sudamericano              | Lima, Perú               | 7.º                    | 3000 metros de persecución | 10:17.19               |
| 2019                   | Juegos Panamericanos                 | Lima, Perú               | 10.º                   | 3000 metros de persecución | 10:34.76               |
| 2021                   | Campeonato Sudamericano              | Guayaquil, Ecuador       | 8.º                    | 3000 metros de persecución | 10:22.33               |
| 2023                   | Campeonato Sudamericano              | São Paulo, Brasil        | 9.º                    | 3000 metros de persecución | 11:18.74               |

## Récords Personales
- Al aire libre
  - 800 metros – 2:08.63 (Holmdel 2011)
  - 1500 metros – 4:22.58 (Kingston 2011)
  - 3000 metros con obstáculos – 9:47.16 (Nueva York 2015)
- Adentro
  - 3000 metros – 9:18.37 (Boston 2016)